# Sporophila nigrorufa
Sporophila nigrorufa е вид птица от семейство Тангарови (Thraupidae). Видът е световно застрашен, със статут Уязвим.

## Разпространение
Разпространен е в Боливия и Бразилия.